# Sant Roc de Banyeres del Penedès
Sant Roc de Banyeres del Penedès és una església de Banyeres del Penedès (Baix Penedès) inclosa a l'Inventari del Patrimoni Arquitectònic de Catalunya.

## Descripció
És situada dins la hisenda de Cal Roig, prop de la masia. L'ermita és de dimensions molt reduïdes. Presenta una sola nau, amb un senzill altar, darrere del qual hi ha una imatge de Sant Roc. Les cobertes són de dues vessants. S'hi accedeix per la banda esquerra mitjançant un arc de mig punt. A la façana del davant hi ha un ull de bou i una espadanya sense campanar.

## Història
L'ermita sembla que data de principis de segle, com la masia. Durant la guerra del 1936 fou utilitzada per paller. Posteriorment en desús, per la qual cosa la seva construcció és molt malmesa.